# Andreja Klepač
Andreja Klepač, slovenska tenisačica, * 13. marec 1986, Koper.
Andreja Klepač je profesionalna igralka tenisa od leta 2004.  
Njena najboljša uvrstitev na lestvici WTA med posameznicami je 99. mesto (14. julij 2008) njena najvišja uvrstitev na lestvici med dvojicami pa 12. mesto (16. julij 2018).
V karieri je osvojila 10 WTA turnirjev, od tega vse v dvojicah. Je pa osvojila tudi 3 ITF turnirje med posameznicami in 14 med dvojicami.
Njen trener je Primož Starčič, in je s tem tudi med boljšimi slovenskimi teniškimi trenerji.